# Diplecogaster bimaculata
Il  Succiascoglio maculato (Diplecogaster bimaculata) è un pesce di mare della famiglia Gobiesocidae.

## Distribuzione e habitat
È diffuso nel mar Mediterraneo occidentale, nel mar Nero (raro) e nell'Oceano Atlantico a nord fino alla Norvegia.

Vive su fondi detritici o ciottolosi, a profondità maggiori che le altre specie della famiglia, da 10 a 100 metri. È stato però rinvenuto anche su fondi scogliosi e nelle praterie di Posidonia oceanica.

## Descrizione
Corpo cilindrico, con testa appiattita. La pinna dorsale è uniforme o trasparente, più lunga della pinna anale ed inserita anteriormente a questa.

La colorazione è bruna o rossastra con punti blu. Il maschio ha un ocello nero bordato di bianco sul fianco.

Pare possa raggiungere i 6 cm.

## Riproduzione
Si riproduce in primavera, le uova vengono deposte all'interno di conchiglie vuote e sono sorvegliate dal maschio.

## Nota tassonomica
Esistono due sottospecie di questo pesce, D. bimaculata bimaculata atlanto mediterranea e D. bimaculata euxinca del mar Nero e di alcuni settori del Mediterraneo. Dato che in alcune aree si trovano in simpatria è probabile che siano due specie diverse. Si possono distinguere dalla livrea, dalla lunghezza delmuso e dal numero di raggi nella pinna caudale.